# Sidour Torah Ohr
L'ouvrage Sidour Torah Ohr est publié en 1887 (5647). Son auteur est le rabbin Avraham David Lavut (1814-1890).
C'est le quatrième ouvrage d'Avraham David Lavut, après Kav Naki 1868 (5628), Netiv Hachaim Al Derech Hachaim 1870 (5630) et Beit Aharon V'Hosafot 1878 (5638).
Avraham David Lavut est l'arrière-grand-père maternel de Chana Schneerson (1880-1964), la mère du septième et dernier Rebbe de Loubavitch, Menachem Mendel Schneerson (1902-1994).
Avec le Sidour Torah Ohr, Avraham David Lavut publie une nouvelle édition du livre de prières du rabbin Shneur Zalman de Liadi (1745-1812), le premier Rebbe de Loubavitch.
Avraham David Lavut veut mettre à jour cette œuvre, corrigeant les erreurs d'impression et les additions non autorisées. Il lui faut des années avant de finir de corriger les erreurs qui se sont glissées dans les éditions imprimées entre 1803 (5563) et 1887 (5647).
Il ajoute dans cette édition:
1. Torah Ohr. Une liste de sources et de références dans la Torah orale et dans la Torah écrite, pour le texte des prières.

Torah Ohr est publié dans toutes les éditions courantes du livre de prières de Chabad, Tehilat Hashem, sous forme de notes.
1. Shaarei Tefillah. Une liste partielle des sources pour les différentes lectures du texte des prières par le rabbin Shneur Zalman de Liadi.

1. Une compilation des lois relatives à la lecture de la Torah.

1. Une compilation des lois et des coutumes de deuil[1].